# Andrzej Strzelczyk
Andrzej Strzelczyk (ur. 17 września 1948 w Radzionkowie, zm. 7 czerwca 2014 tamże) – polski piłkarz grający na pozycji napastnika.

## Kariera piłkarska
Andrzej Strzelczyk karierę piłkarską rozpoczął w Szombierkach Bytom, w barwach których 27 września 1967 roku w wygranym 2:1 meczu u siebie z Zagłębiem Sosnowiec zadebiutował w ekstraklasie. Z klubu odszedł po sezonie 1968/1969.
Następnie w latach 1970–1974 reprezentował barwy Polonii Bytom, z którą w sezonie 1972/1973 dotarł do finału Pucharu Polski, w którym Strzelczyk nie grał, a jego klub 17 czerwca 1973 roku na Stadionie im. 22 lipca w Poznaniu przegrał po serii rzutów karnych 2:4 (po dogrywce 0:0) z Legią Warszawa.
Następnie reprezentował barwy Stara Starachowice, w którym po sezonie 1979/1980 zakończył piłkarską karierę.
Łącznie w ekstraklasie rozegrał 49 meczów ligowych, w których zdobył 3 gole.

## Sukcesy
Polonia Bytom
- Finał Pucharu Polski: 1973

## Śmierć
Andrzej Strzelczyk zmarł 7 czerwca 2014 roku w Radzionkowie.